# Sencha
Sencha (jap. 煎茶) – rodzaj japońskiej zielonej herbaty przygotowywanej bez mielenia liści. Podobnie jak inne herbaty japońskie, jest ona z reguły silniejsza w smaku od swoich chińskich odpowiedników.

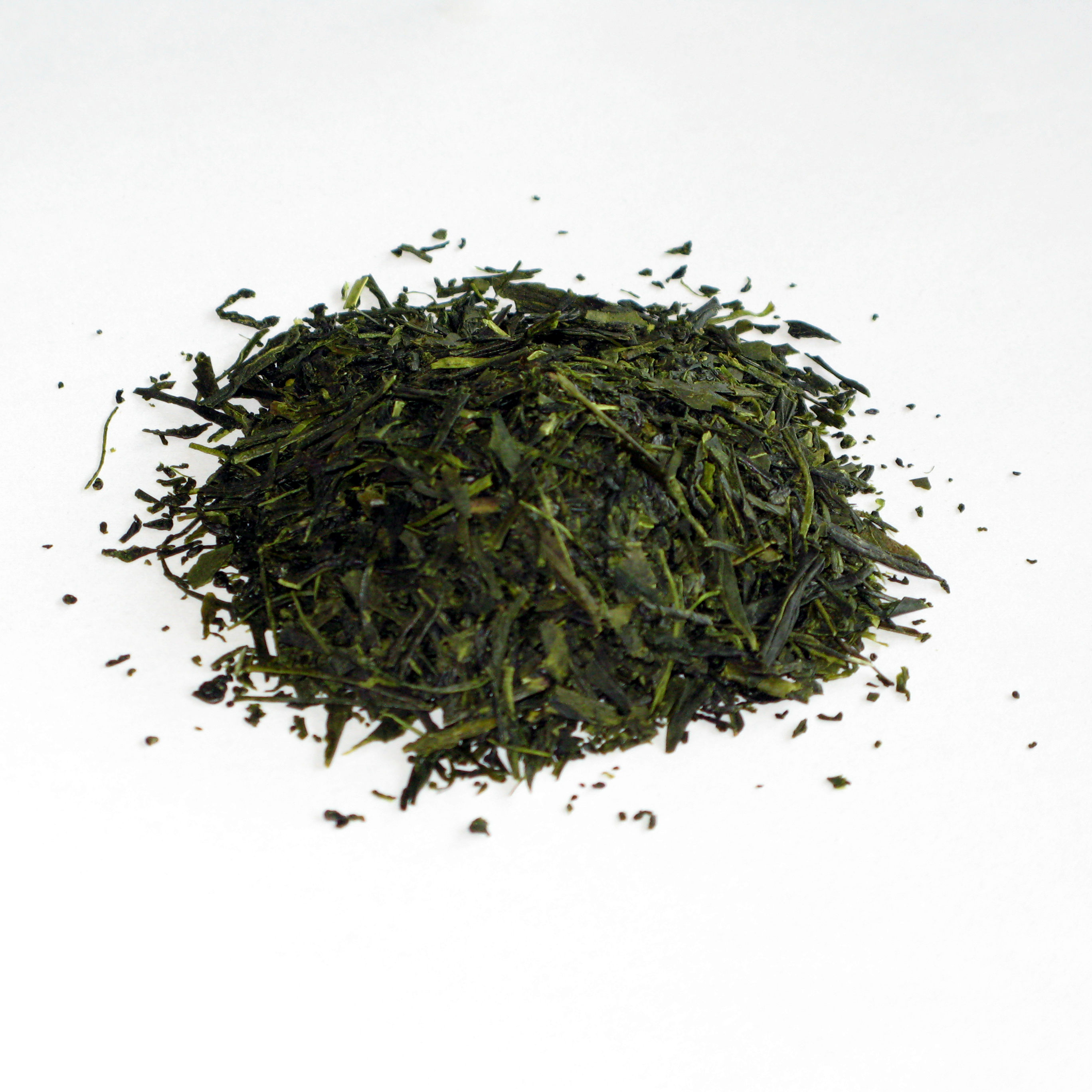
Sencha

W zależności od gatunku zaparza się ją wodą o temperaturze 60–80 °C przez 1–3 minuty. Należy tutaj nadmienić, że jest to herbata „wielonaparowa”, czyli taka, którą możemy parzyć wielokrotnie, zazwyczaj do 3 razy. Wraz z kolejnymi parzeniami zwiększa się temperaturę wody oraz czas parzenia. Szczególnym rodzajem sencha jest gyokuro, które nie podlega opisanym wcześniej metodom parzenia. Gyokuro bardzo często parzymy wodą o jeszcze niższej temperaturze (50–60 °C). Używa się także znacznie więcej suszu herbaty niż w przypadku zwykłej sencha. Pierwsze parzenie zazwyczaj trwa około 2 minut. Drugie parzenie trwa już jednak zaledwie 30 sekund. Przy kolejnych parzeniach zwiększamy czas o około minutę. Gyokuro możemy parzyć 4, a nawet 5 razy (w zależności od gatunku i jakości herbaty).